# Kolonien
Kolonien er en dansk dokumentarfilm fra 2006, der er instrueret af Judith Lansade og Eva Mulvad efter manuskript af sidstnævnte.

## Handling
I en lille kystby i Argentina bliver der gjort meget for at holde den danske arv levende. Her fejres dronning Margrethe 2.'s fødselsdag, der holdes dansk julebasar, og man hører danske slagere i radioen. Carmen Jensen, 93 år, er født i Argentina, men taler perfekt dansk. Hendes forældre udvandrede fra Danmark for over 100 år siden, hvor de sammen med tusindvis af danskere forlod landet i håbet om bedre livsvilkår på den anden side af Atlanten. Filmen om de danske udvandrere fortæller en omvendt integrationshistorie. På en humoristisk og overraskende måde angriber den temaer som integration og identitet ved at rette blikket indad. Danskernes egne udvandrere danner også ghettoer, de bevarer deres modersmål og deres traditioner præcis, som indvandrerne i Danmark gør det. Måske er det sådan man gør, når man lever i eksil? Måske kan man ved at lytte til dem forstå, hvad det vil sige at være fremmed.